# 제19회 일본 참의원 의원 통상선거
제19회 일본 참의원의원 통상선거는 2001년 7월 29일에 시행된 일본 참의원의원의 선거이다.

## 선거 정보

### 투표일
- 2001년 7월 29일

## 선거 결과

### 투표율
- 56.4%

### 정당별 획득 의석
| 정당명     | 개선 | 비개선 | 합계 |
| ---------- | ---- | ------ | ---- |
| 여당       | 78   | 61     | 139  |
| 자유민주당 | 64   | 47     | 111  |
| 공명당     | 13   | 10     | 23   |
| 보수당     | 1    | 4      | 5    |
| 야당       | 43   | 65     | 108  |
| 민주당     | 26   | 33     | 59   |
| 자유당     | 6    | 2      | 8    |
| 일본공산당 | 5    | 15     | 20   |
| 사회민주당 | 3    | 5      | 8    |
| 무소속     | 3    | 10     | 13   |
| 합계       | 121  | 126    | 247  |

### 주요 정당
| - 자유민주당 - 111석 | 총재 고이즈미 준이치로 | 간사장 야마사키 다쿠 |

| - 공명당 - 23석 | 대표 간자키 다케노리 | 간사장 후유시바 데쓰조 |

| - 보수당 - 5석 | 당수 오오기 지카게 | 간사장 노다 다케시 |

| - 민주당 - 59석 | 대표 하토야마 유키오 | 간사장 하다 쓰토무 |

| - 자유당 - 8석 | 당수 오자와 이치로 | 간사장 후지이 히로히사 |

| - 일본공산당 - 20석 | 중앙위원회의장 후와 데쓰조 | 간부회 위원장 시이 가즈오 | 서기국장 이치다 다다요시 |

| - 사회민주당 - 8석 | 당수 도이 다카코 | 간사장 후쿠시마 미즈호 |